# ユスチナ・コヴァルチック

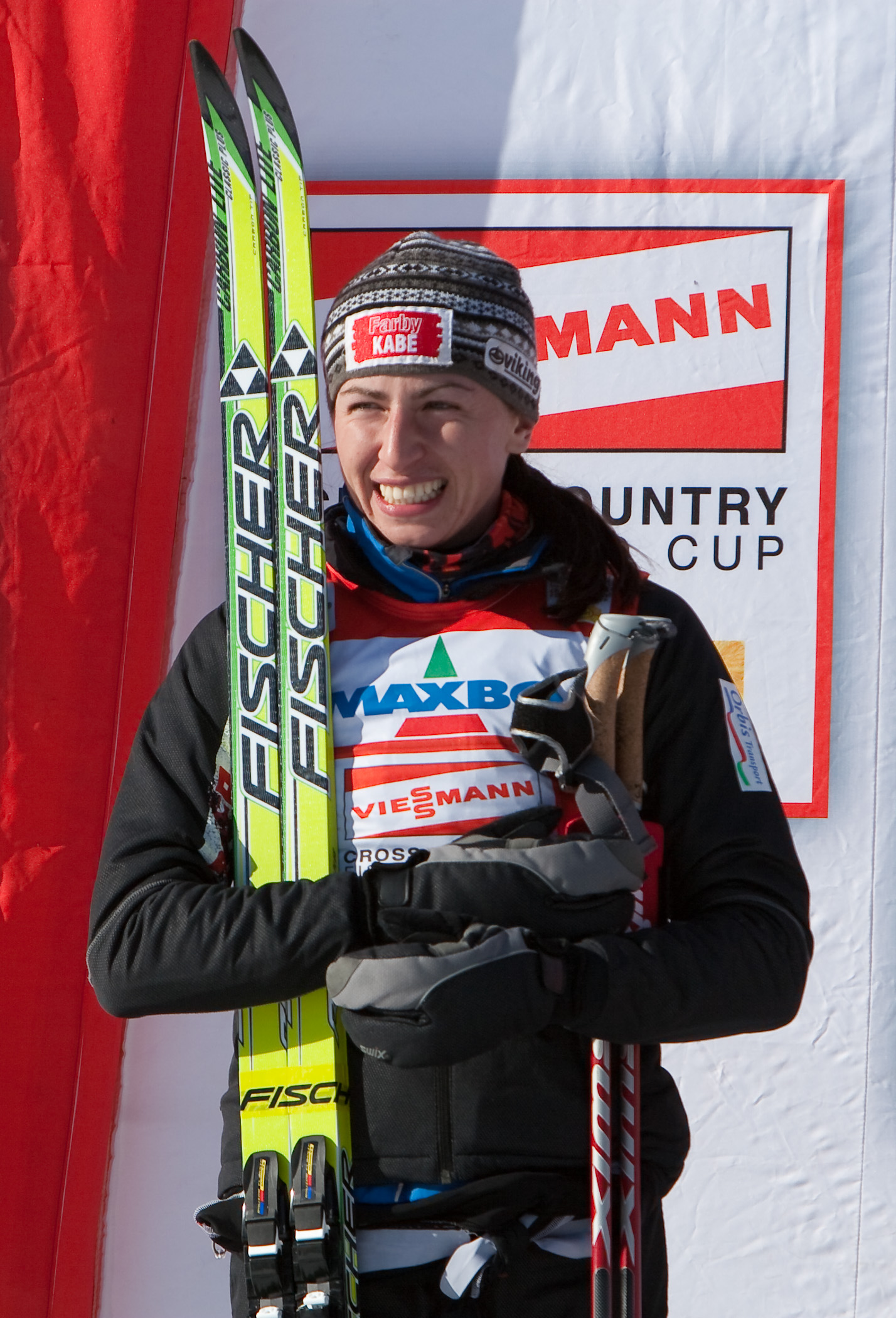
Kowalczyk auf dem Podium des Weltcups in Trondheim, März 2009

ユスチナ・マリア・コヴァルチック（ポーランド語: Justyna Maria Kowalczyk-Tekieli、1983年1月19日 - ）はポーランド・マウォポルスカ県リマノヴァ出身のクロスカントリースキー選手。
ポーランドの女子クロスカントリースキー選手として初めてオリンピック、世界選手権で金メダルを獲得、クロスカントリースキー・ワールドカップ総合のタイトルも獲得した。

## プロフィール
コヴァルチックは17歳の誕生日を迎えた直後の2000年のノルディックスキージュニア世界選手権で国際大会にデビューしたが5km58位、スプリント41位と目立たない成績に終わった。
2001年12月9日にクロスカントリースキー・ワールドカップに初出場したがスプリント64位と苦いデビューになった。
徐々に実力を蓄え2003年のジュニア世界選手権5kmで5位入賞、スプリントでは銀メダルを獲得した。2003年ノルディックスキー世界選手権にも出場したが10km48位、スプリント31位に終わった。
2005年冬季ユニバーシアードでは5km銀メダル、15kmでは金メダルを獲得、
2005年ノルディックスキー世界選手権の代表となったがこれに先立つ1月23日にドイツ、オーベルストドルフで行われたアルペンカップ（アンダー23）のドーピング検査陽性となり、世界選手権は失格となった。
2005年6月13日、FISのドーピング審査団はコヴァルチックが膝の治療に禁止薬物のデキサメタゾンを使用したとして2005年1月23日から2007年1月22日まで2年間の出場停止処分を下した。
FISは、2005年5月21日に行われたポーランドスキー連盟への公聴会の結果と、世界アンチドーピング機構がデキサメタゾンをステロイドに分類し、禁止物質リストに記載したことを受け、2005年6月下旬に出場停止期間を2005年1月23日から2006年1月22日までの1年間に短縮した。
スポーツ仲裁裁判所（CAS）は2005年12月8日、コヴァルチックの出場停止処分を覆す決定を行い、2カ月後のトリノオリンピックへの出場が可能となった。
トリノオリンピックでは30kmで銅メダルを獲得、ワールドカップでは自身初めて表彰台（3位）にも登り、総合13位となった。
2007年のユニバーシアードでは金メダル3個獲得、ワールドカップでも初勝利をあげたが、世界選手権では入賞無しに終わった。
2007-2008シーズンのワールドカップは通算2勝目をあげてそれまでの自己最高となる総合3位となった。
2009年ノルディックスキー世界選手権では最初の出場種目10kmで銅メダルを獲得、15kmパシュート、30kmで金メダルを獲得。2008-2009シーズンのワールドカップでは5勝をあげて初の総合優勝。これらの功績によりポーランド復興勲章カヴァレルスキ十字勲章を受章した。
2009-2010シーズンの年末年始に行われたツール・ド・スキー(w:de:Tour de Ski 2009/2010)は2勝して総合優勝、
バンクーバーオリンピックでは10km5位入賞、個人スプリント銀メダル、パシュート銅メダル、30kmでは金メダルを獲得した。
コヴァルチックは、この大会で金3個を含む5個のメダルを獲得したマリット・ビョルゲンはじめ抗喘息薬を使用する選手たちを批判した。ビョルゲンはオリンピックのチームの医師によって処方される場合にだけ、喘息を伴う人々が日常生活を送ることを助けると言われている薬の服用をFISに許可された多くのオリンピックのクロスカントリー選手の一人である。
コヴァルチックは後にオリンピック中にそのような発言をしたことを謝罪した。
2009-2010シーズンのワールドカップは6勝をあげ、史上はじめて2000ポイントを超えて2年連続の総合優勝を達成し、またディスタンス部門、スプリント部門それぞれの総合優勝も達成、ワールドカップファイナルも制した。
2010-2011シーズンもツール・ド・スキー(w:de:Tour de Ski 2010/2011)総合優勝、2011年ノルディックスキー世界選手権では10kmとパシュートで銀メダル、30kmで銅メダルを獲得した。ワールドカップでは2勝に留まったが総合では3連覇を達成した。
2011-2012シーズンはワールドカップで6勝をあげたが総合ではマリット・ビョルゲンに及ばず2位だった。
2012-2013シーズンは世界選手権ではメダルは30kmで獲得した銀の1個に終わったが、ワールドカップ総合では2シーズンぶり4度目のチャンピオンとなった。このシーズン終了時点でワールドカップ通算27勝（2位22回3位11回）を挙げている。